# Los Eternos (cómic francés)
Los Eternos (en francés, Les Éternels) es una serie de historietas francesa del género policial, escrita por Yann y dibujada por Félix Meynet.

## Sinopsis
Los Eternos son una organización relativamente secreta, responsable de «vigilar» los diamantes. Operan en Amberes, para ricos comerciantes de diamantes, vigilando las transacciones y el transporte de diamantes. Todos operan bajo seudónimos, siendo la discreción una de sus reglas básicas, y el profesionalismo en toda circunstancia otra. (Los romances entre agenes están terminantemente prohibidos). 
Uma, una joven policía con baja autoestima, deprimida y suicida, lleva doce años sin tener noticias de su gemela, Mira. El día que descubre una calavera con todas las características de su hermana, es secuestrada a su vez por los Eternos. Allí, se entera de que su hermana es una agente de élite de la organización, y se ve obligada a  ocupar su lugar.

## Comentarios
La serie es una mezcla de los géneros detectivesco, de acción, espionaje y romance. Como ocurre en las películas de James Bond, los agentes de Los Eternos tienen acceso a equipos modernos y sofisticados, tales como las gafas AR (realidad aumentada) que brindan información en tiempo real sobre las escenas que se observan, incluyendo armas, e incluso los estados de ánimo o intenciones de los protagonistas. 
La serie incluye numerosas alusiones al cine de acción, en particular películas como The Matrix, Hombres de negro,o Diamonds Are Forever. 

## Personajes
- Uma: Mujer policía, hermana gemela de Mira
- Mira: Miembro de los Eternos, el servicio secreto de los comerciantes de diamantes de Amberes
- Mehdi : Inspector de policía cabilio y homosexual, colega de Uma

## Álbumes
- Los eternos, Dargaud :

1. Uma, 2003 ISBN 978-2205053005.
2. Mira, 2004 ISBN 978-2205054743.
3. Le Diamant d'Abraham, 2005 ISBN 978-2205056525.
4. Le Puits des ténèbres, 2006 ISBN 978-2205057744.
5. La Cire qui chante, 2010 ISBN 978-2-205-05905-2.
6. Le Cercueil de glace, 2010 ISBN 978-2-205-06378-3.

- Uma, Horizonte BD, 2012. Libro de arte.